# وه‌مهر شاپور
وه‌مهر شاپور از افسران ارتش ساسانی و نخستین مرزبان ارمنستان ساسانی از ۴۲۸ تا ۴۴۲ بود. او در ۴۴۲ درگذشت و واساک سیونی جانشین او شد.